# Praia da Rocha

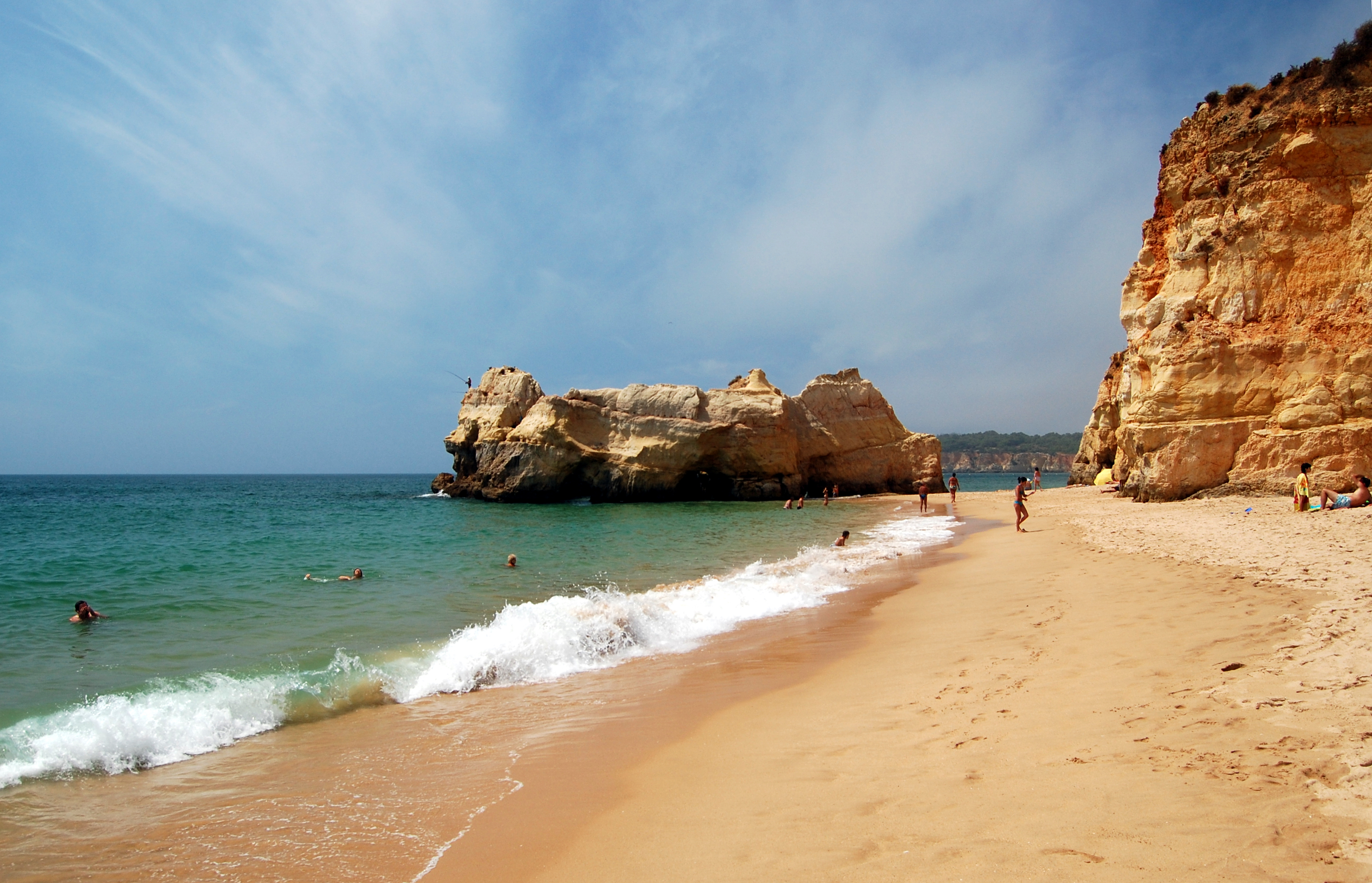
Praia da Rocha
A Praia da Rocha é uma praia no município de Portimão, no Algarve (Portugal). Esta praia tem uma grande extensão de areal, numa área total de cerca de 146 000 m², ao longo de 1,5 km de costa. Junto à praia ergue-se a Fortaleza de Santa Catarina, construída no século XVII para assegurar a defesa da barra do rio Arade.
A praia deve o seu nome às rochas que se encontram entre o areal e o mar. É uma das mais famosas do Algarve, senão mesmo de todo o país. Todos os anos, durante o Verão, a praia enche-se de turistas vindos de todo o mundo e, apesar da sua grande extensão, é raro não ficar apinhada de gente. Nos últimos anos, tem recebido o Mundialito de Futebol de Praia, que se joga num estádio construído para o efeito e que tem capacidade para 3000 pessoas.
Junto à praia, existem vários restaurantes e bares que atraem um grande número de turistas, tanto durante o dia como de noite.

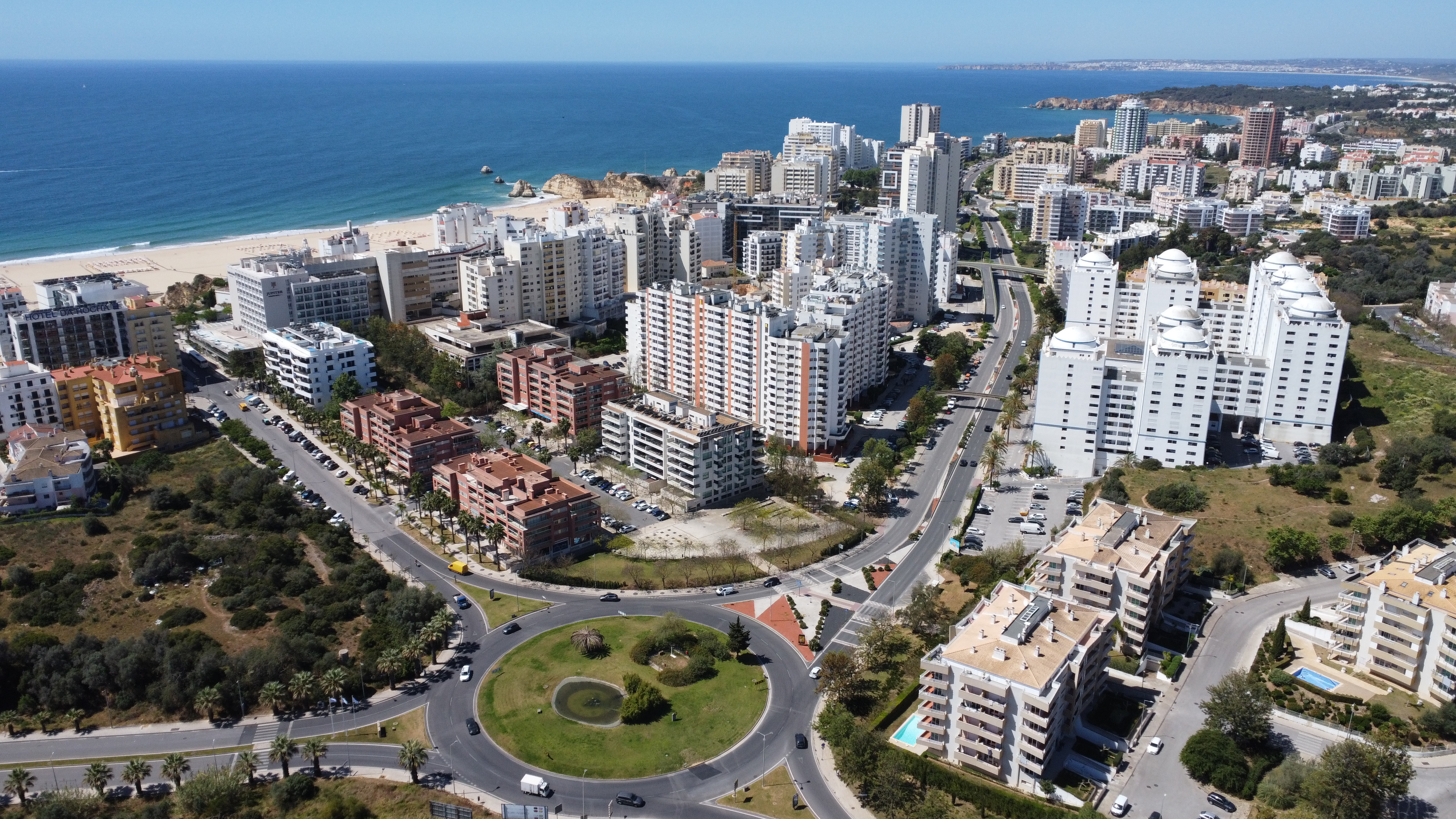
Aglomeração de edifícios na Praia da Rocha, em 2023.